# 渡辺俊彦
渡辺 俊彦（わたなべ としひこ、1942年 - ）は、日本の政治学者。中央大学経済学部教授。専門は比較政治学、中国政治、ハンガリー政治。
1966年明治大学政治経済学部卒、1971年同大学院政治経済学研究科博士課程単位取得。

## 著書

### 編著
- 『中国、自由への鼓動』（日中出版, 1981年）

### 共編著
- （鶴田満彦）『グローバル化のなかの現代国家』（中央大学出版部, 2000年）

## 論文
- 「アジア的国家についての一考察――アジア的生産様式の問題から」『明治大学大学院紀要』6号（1968年）
- 「コミンテルンの中国認識、1926－27年」『明治大学大学院紀要』8号（1970年）
- 「中国国民革命研究序説――農業問題の基礎認識から」『明治大学大学院紀要』10号（1972年）
- 「中国国民革命研究序説――国際的連関からの考察」『明治大学大学院紀要』11号（1973年）
- 「J.K.フェアバンクの中国論」『中国研究』76号（1976年）
- 「中国外交の転換と毛沢東」『中国研究』81号（1977年）
- 「なぜ華国鋒政権は「三つの世界論」を必要とするのか」『中国研究』91号（1978年）
- 「「4つの現代化」にみる中国の政治」『中国研究』94号（1978年）
- 「スターリンの中国政策とその思想構造」『中国研究』98号（1978年）
- 「人民解放軍の戦略転換」『中国研究』113号（1980年）
- 「アメリカの中国研究への一視点―ベンジャミン・シュオルツの中国論」『中国研究』118号（1980年）
- 「中国民主化運動の底流と逆流」『中国研究』122号（1981年）
- 「毛沢東と文化大革命<上>」『中国研究』123号（1981年）
- 「毛沢東と文化大革命<下>」『中国研究』124号（1981年）
- 「中国首相の訪米」『中国研究』155号（1984年）
- 「岐路に立つ人民解放軍」『中国研究』156号（1984年）
- 「変わりつつある残留孤児問題」『中国研究』157号（1984年）
- 「朝鮮半島新情勢と中国外交」『中国研究』158号（1984年）
- 「社会主義における政治の概念――試論 国有化社会主義の政治」『中央大学論集』11号（1990年）
- 「中国封建制国家論への課題――封建制論争からアジア的生産様式論争へ」『経済学論纂』33巻6号（1993年）
- 「氏族制国家変動の一例――清朝前史 八貝勒共治国政国家」『経済学論纂』35巻1・2合併号（1994年）
- 「ハンガリー軍のNATO加盟事情――20世紀主権国家への哀歌」『中央大学社会科学研究所年報』5号（2000年）
- 「民族政治の権威主義的転回――ハンガリー、フィデス連立政権の隘路」『政策科学』8巻3号（2001年）
- 「マルクスの思想小考」『中央大学論集』26号（2005年）